# Melczer család

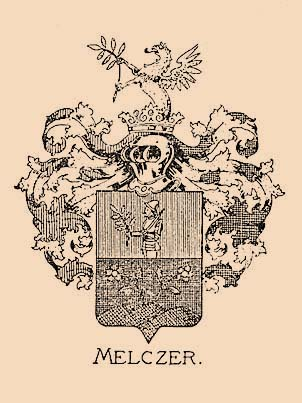
A Melczer család címere

A kellemesi Melczer család egy Sáros vármegyéből származó nemesi család. Nemesi előnevét a ma Szlovákiához tartozó Kellemes (ma Ľubotice) községről vette, bár a legkorábbi adatokban még felfedezhető a gönci előnév használata is.

## Leszármazás
A család legkorábbi tagjai a 16. században tűnnek fel. 1526-ban Melczer Boldizsár Eperjes város bírájaként említik, 1532-ben pedig Melczer Andrásról jegyezték fel, hogy Kassa város jegyzője. Szintén az 1500-as években tesznek említést gönci Melczer Mátyás, kassai bíróról.
A család fája Melczer Kristóftól vezethető le, aki I. Ferdinándtól nyerte a címeres nemesi levelet, 1558. október 31-én. Felesége Wernher Szabina volt, annak a Wernher Györgynek (1497 körül – Eperjes, 1567) a lánya, aki Sárosvár kapitánya és szepesi kamara tanácsosa, valamint a legrégibb Tátra-leírás szerzője volt, művében "De admirandis Hungariae aquis hypomnemation" (Bázel 1549) kísérletet tett magyar barlangok és ásványvizek bemutatására, bár itt-ott hibákat vétett. Felesége apjának fiúsított lánya volt, ez azt is jelentette, hogy a házassággal a Melczer birtokok a Sáros megyei magyar-jakabfalvai, somi, és alsó-szalóki jószágokkal is gazdagodtak. 
Werner Szabinától született fiai voltak: Kristóf, János és Péter. Péter felesége Seldner Áfra volt, kitől János fia született. János tanítóként működött, egyetemi tanulmányait Strassburgban végezte 1595. júniusban, később 1600-ban a páduai egyetemre iratkozott be. 
 Felesége Berzeviczy Veronika, Berzeviczy János leánya volt, kivel 1607. szeptember 9-én házasodtak össze, melynek tiszteletére Kaspar Preller sziléziai származású evangélikus lelkész írt köszöntő verset.
Korán elhunyt, özvegye később Rutkay Pál felesége lett.
Nagy Iván csak János egyetlen fiáról tesz említést, aki szintén János volt. Ugyanakkor János mellett még tudomással rendelkezünk, Lajos, szolgabíró és Erzsébet, Ilosvai Péterné nevű testvéréről is.
János volt, aki I. Lipót idejében megszerezte a kellemesi birtokot, és attól kezdve nemesi előnévként is használták. Továbbá ő volt Rákóczy Erzsébet részjószágának prefektusa. 
Felesége Kékedy Kata volt (†1683-ban vagy közvetlen előtte), Kékedy Balázsnak (meghalt 1658) fiúsított leánya, a házassággal jutott a család többek között a kékedi birtokhoz. Feleségétől született gyermekei:
- János, 1673-1676 Heves[7] és Külső-Szolnok vármegyék másodalispánja, Thökölyi Imre híve, 1684-ben homonnai Drugeth Zsigmond felakasztatta.
Feleségeként Serédy Krisztinát (Serédy Gáspár és Perényi Katalin lánya) és Ordódy Erzsébetet említik (Ordódy Zsigmond, csanádi püspök testvére). Gyermekeik:.[8]
(A leszármazási táblákban itt éles ellentmondások találhatók a különböző forrásokban. A kékedi kastély történetét leíróban például Imre, Ágnes és Borbála apjának halálozási időpontja 1746 ősze. Az ő apjáé pedig 1708 körülre tehető, ez viszont kizárná annak a lehetőségét, hogy őt végeztették volna ki 1684-ben. Az egy generációval feljebb lévő Jánosra, Kékedy Kata férjére már igaz lehet, ugyanis 1687-ben fiai (János és Mihály) az örökségen osztoznak.)[9]
  - Pál, szepesi kamarai tanácsos, fiában Antalban az ág kihalt. Nagy Iván szerint a fiát nem Antalnak, hanem szintén Pálnak hívták.
  - Imre
  - Ágnes (férjezett Szentléleky)
  - Borbála (férje Horvát Imre)
  - János, aki XIV. Lajos király szolgálatába állt és huszárcsapatot állított, de utóbb Jenő tábornagy hívására visszatért és 1712-ben Ung vármegye országgyűlési követe lett.[10]
- Mózes, a hétszemélyes tábla ülnöke, sárosi alispán.[11] Felesége Péchy Klára volt.
- Sándor
- Anna, Szentiványi Lászlóné, kinek költségén 1639-ben Nagyszombatban vallási témájú könyv nyomtattatott[12]
- Mihály, felesége Divényi Zsuzsanna (Divényi Péter /1636-1688/ leánya)[13] Gyermekeik:
  - Antal, a Sáros megyei tábla első ülnöke[14]
  - Rozália, Gocsith Károlyi Sándor neje
  - György (†1737), a Sáros megyei tábla bírája, a Királyi Tábla jegyzője, neje Borsy Kata,[15] Borsy Mihály borsodi alispán (1733) és Semsey Sára lánya.[16] Apósával sokat tett a minoriták miskolci letelepedése érdekében.[17] Temetésére Kelemen Didák írt halotti beszédet, aki a család gyóntatópapja volt.[18] Özvegye később Fáy László felesége lett[19] és Tiboldarócon hunyt el 1776-ban.[20]
    - György (†1770), Abaúj vármegye főjegyzője, akit a miskolci minorita templom altemplomába a Fáy családi sírboltba helyezték örök nyugalomra.[20]
    - Mihály, jezsuita szerzetes
    - Anna (†1776), Fáy Antalné[20]
    - Ferenc (†1757 és 1770 között),[21] neje Szöllőssy Terézia, gyermekeik:
      - Ágnes, férje, Zombory Zsigmond (született 1740. február 29.), Abaúj vármegye alispánja (1784), és a vármegye törvényszéki elnöke (1787). Férje a házasság révén jutott az alsókékedi birtok és kastély birtokába[22]
      - László, lásd lentebb
      - Rozália, Bogáthyné
      - Mária (1762 – Tibolddaróc, 1816. január 4.),[23] Okolicsányi Antal (1750-1804), Borsod vármegye főispánjának felesége[24]

### Melczer László
Melczer László (1755 – 1823. április 20.), udvari tanácsos, aranysarkantyús vitéz. 1781-ben mint borsodi aljegyzőt, a miskolci szabadkőműves páholy fogadta tagjai közé. 1790-ben és 1792-ben Borsod vármegye országgyűlési követe volt, valamint alispánja, 1796-1810 között királyi táblai ülnök és országgyűlési és nádorispáni ítélő mester, a hétszemélyes tábla ülnökeként halt meg, nyolc hónapig tartó májbetegség után, életének 69., közszolgálatának 49., boldog házasságának 36. évében. Holttestét a sajóörösi családi kriptában helyezték örök nyugalomra. 

Felesége Majláth Mária (1770-1833) volt, Majláth József, államminiszter leánya, házasságukból a következő gyermekek születtek:
- Mária (Miskolc, 1792[30] – 1878),[31] gulácsi Farkas Antal, a dunántúli kerület táblabírájának felesége, kivel 1816. augusztus 20-án kelt egybe, mely alkalomból verset írtak hozzá[32]
- Ignác (Buda/Pest, 1795[33] -?), a 3. huszárezred főhadnagya (Husarenregiment Nr. 3. Erzherzog Ferdinand d'Este),[34] akit 1820-ban kamarássá neveznek ki[35]
- Alajos (Buda/Pest, 1798[36] -?), táblabíró, a csereháti járás főszolgabírája, felesége Szentimrey (Ludovika) Lujza († Hídvégardó, 1868, 56 évesen),[37] Flórián feleségének testvére volt.[38] (Özvegye később Erdélyi János, császári és királyi főhadnagyhoz ment nőül.)[39] Házasságukból két leány született:[40]
  - Róza (1839[41] – Kassa, 1889. július 28.),[42] férje, lévai Koós Kálmán, Abaúj-Torna vármegye tiszti ügyésze, a kassai járás főszolgabírája, levéltáros, köz-és váltóügyvéd (meghalt Hernádzsadányban, 69 éves korában)[43]
  - Mária (1837[44] – Budapest, 1917. március 19.),[45] Soltész Gábor felesége
  - (valószínűleg kisgyermekként meghalt, Jolán 1833 - ?)[46]
- András (Miskolc, 1800[47] – 1873), lásd bárói ág
- Franciska (Buda/Pest, 1804[48] – 1863),[49] Szabó Imre, Kúriai bíró neje († Budapest, 1893)[50][51]
- Flórián (Buda/Pest, 1808[52] – Miskolc, 1837. szeptember 14.), táblabíró,[53] 
felesége krasznikvajdai Szentimrey Anna († Meszes, 1885) volt,[54] Szentimrey Imre (1783-1871) és selyebi Tiszta Anna (meghalt 73 évesen, 1860-ban Buzitán) leánya,[55][56] akivel 1831. július 18-án kötött házasságot[57] (Özvegye később újra férjhez ment gombosfalvi Gombos Miksához († Szendrőlád, 1861), Borsod vármegye törvényszéki elnökéhez)[58]
- István, (Buda/Pest, 1810[59] – 1896)
- János (Pest, 1803. június 14.[60] – Kassa, 1878. december 31.),[61] császári és királyi kamarás. Felesége Sóvári Soós Franciska (1813[62] – Sajóörös, 1875. szeptember 6.),[63] gyermekeik:
  - Béla (1834. december 27.[64] – Miskolc, 1898. január 23.)[65] császári és királyi kamarás, 1869 májusában nevezik ki századossá a honvédséghez, legmagasabb rendfokozata az alezredesi volt.[66] A katonai érdemkereszt tulajdonosa a hadi kitüntetéssel, a Johannita-rend lovagja[67]
  - Gyula (Kassa, 1833. június 6.[68] – Sajóörös, 1904. január 24.),[69] politikus, a XIX. századvég borsodi közéletének jeles alakja.

### Melczer Gyula
Kezdetben 1877-ig a Szabadelvű párt híve, illetve elnöke volt, 1878-ban már az Egyesült Ellenzék társelnökeként hivatkoznak rá. A kiegyezés évében, 1867-ben a megválasztották a miskolci járás főszolgabírójává, mely tisztjéről 1869-ben lemondott. 1883. december 18-19-én megválasztották a vármegye új tisztikarát, hol Melczert Borsod vármegye alispánjává nevezték ki. 1894-ben új főispán került a vármegye élére, Miklós Gyula személyében. A két politikus között nem csak a szakmai (Miklós a Szabadelvű Párt, míg Melczer az Egyesült Ellenzék tagja volt, korábban), de a társadalmi életben is ellentétek feszültek, hogy ki töltse be a vármegye közéletének vezető szerepét. Miklós főispáni kinevezésére Melczer azzal válaszolt, hogy lemondott alispáni tisztjéről, és Miklós ünnepi beiktatásán sem jelent meg. Alispánként, utódja Lévay József lett, aki előtte 29 évig volt a vármegye főjegyzője.
Közéleti munkássága sokrétű volt. Melczer Gyula, Radvány István és Soltész-Nagy Kálmán közreműködésével hozták létre a miskolci Városi Női Ipariskolát, „Az Ipari Szakoktatást Terjesztő Borsod-Miskolc Egyesület" égisze alatt. Ő alapította a rövid fennállású Miskolczi Színpártoló Egyesületet, 1886-ban. Emellett a Borsodmegyei Gazdasági Egyesület megalapítása is nevéhez fűződik, amelynek hosszú időn át elnöke is volt, valamint a Borsod-Miskolci Hitelbank elnöki tisztét is vitte 30 éven keresztül. Ő volt az 1890-ben alapított Borsod vármegyei hitelszövetkezet vezérigazgatója. Ezenkívül említik mint a magyar gazdák jégbiztositási szövetségének alelnökét is.
A vármegye gazdasági életét nem csak szóban pártolta, hanem tevékenyen is támogatta. 1878-ban birtokán több holdon ciroktermelésbe fogott, hogy azt embereivel feldolgoztatva, körülbelül 4000 darab seprűt készíttessen a budapesti piacokra.
Az ipar és mezőgazdasági fejlesztések mellett a lótenyésztés és a lovassportok is érdekelték, a Borsod megyei lótenyésztő bizottság elnöke is ő volt. A Vadász- és Versenylap gyakran jelentette meg lótenyésztésről szóló cikkeit, vagy tudósított kiállításokról, hol mint kiállító jelent meg, illetve számolt be versenyeken elért sikereiről. Sajóörösi birtokán többnyire arab telivérekből álló ménest tartott fenn. Ez a szenvedélye azonban néha kárára vált. 1887. augusztusában Andornakról Kövesdre tartott, mikor lovai megbokrosodtak, ő kiugrott kocsijából, de rosszul esett és eltörte lábát, emiatt alispáni tisztét egy időre Lévainak kellett átvennie.
A forrásokból kitűnik Melczer jótékony, emberbarát oldala is. Az 1878-as árvíz után napszámosokat fogadott és saját költségén vitetett élelmiszert a rászorulóknak. 1885-ben a vasgyárban tűz ütött ki, melynek oltási munkálataiban tevékenyen részt vett, Molnár Emil szolgabíróval együtt. A szegény tanulók részére adományozók neve között is megtaláljuk a Miskolci Katolikus Gimnázium évkönyveiben, 1889-ben pedig új alapító-tagjaként veszik fel az iskola Segélyező egyesületébe.
Lévay így emlékezett meg haláláról 1904. február 5-i naplóbejegyzésében: "Egymás után hullnak mostanában körültem közelebbi és távolabbi ismerősek, vének és fiatalok. Melczer Gyula, ez az erőteljes, izmos férfi, akinek hatalmas, megtermett alakja még számos évet ígért, január 24-én vasárnap reggel egy perc alatt bevégezte életét. A szíve ölte meg. Sok-sok éven át szolgáltam vele a megyét, mint főjegyző. Ismertem nemes tulajdonait és gyöngeségeit. Ám azokért megbocsátottam neki, ezekért őszintén becsültem őt. Midőn 1895-ben alispáni hivataláról lemondott, s én léptem a nyomába, némi neheztelését vontam magamra. Elismerem, hogy nem ok nélkül. Jóvá nem tehettem azt az elismeréssel s azzal, hogy távol tőlem a szándékosság. Temetése Sajóörsön január 27-én történt roppant nagy számú közönség részvétele mellett. Engesztelő tekintetem kísérte koporsóját a családi sírboltba. Hetvenkét évet élt." Miskolcon emlékét korábban sétány őrizte.
Feleség, vajai Vay Róza (Alsózsolca, 1832. június 11. – Sajóörös, 1911. január 15.), Vay Lajos, Borsod vármegyei főispán és Teleki Erzsébet (1812-1881) leánya volt, akivel Sajóládon kelt egybe 1857. október 24-én. Gyermekeik:
- Sarolta (1858. augusztus 20. – 1882. május 10.),[94] férje beniczei és micsinyei Beniczky Aladár, császári és királyi kamarás, felsőházi tag.
- Géza (Sajóörös, 1860. április 29.[95] – Miskolc, 1913. november 11.), kamarás[96] mérnök, a 10. huszárezred tartalékos hadnagya. Középiskolai tanulmányait Kassán folytatta, majd a Bécsi műszaki egyetemen szerzett mérnöki diplomát. Mérnökként működött közre az arlbergi vasút építésénél, 1882-ben és a Tisza szabályozási munkálatai során is érdemeket szerzett. Politikai pályafutását 1887-ben kezdte, mikor a mezőcsáti kerület Mérsékelt Ellenzéki párti képviselőjévé választották. Az 1892-es választások alkalmával újra bekerült a parlamentbe, az ekkora már Nemzeti Párt néven működő ellenzéki csoportosulás színeiben. 1896 és 1906 között nem politizált, majd 1906-ban újra indult a választásokon, pártja ekkora már beleolvadt a Függetlenségi és Negyvennyolcas Pártba, és Melczer ennek színeiben nyerte el az edelényi kerület választóinak bizalmát.[97] 
Felesége nádasdi Sárközy Margit (Pettend, 1872. május 2 – Sajóörös, 1916. október 10.), Sárközy Aurél ((1845-1916), szolgabíró, 1878-1885 között a csákvári kerület országgyűlési képviselője, 1885-1894 között Fejér vármegye alispánja, 1894-től Komárom vármegye és Komárom város főispánja)[98] és Gencsy Ida leánya volt. Házasságukat Nyéken kötötték, 1890. augusztus 16-án. Házasságukból a következő gyermekek születtek:
  - Róza (1896 – Budapest, 1944. február 4.), önkéntes vöröskeresztes nővér, férje poprádi Husz Zoltán[99]
  - Georgina, (Sajóörös, 1899. július 10. – 1975),[100] férje mándi Mándy Zoltán;
- László (Sajóörös, 1861. augusztus 10.[101] – Ónod, 1944. július 19.), 1896-tól császári és királyi kamarás,[102] valóságos belső titkos tanácsos[103] a Miskolci Kereskedelmi és Gazdasági Bank igazgatója, a Sajószögedi Hitelszövetkezet alapítója. A katonai reáliskolát Kassán végezte, majd a Mährisch-Weisskirchen Lovassági Hadapródiskolában (Kadettenschule) folytatta tanulmányait, melyet követően 1879-től aktív katonai szolgálatot teljesített, majd 1887-ben főhadnagyi rangban nyugalomba vonult. Az 1910-es választások alkalmával a mezőcsáti kerület Nemzeti Munkapárti képviselőjeként került be a parlamentbe, miután a pótválasztások során legyőzte a Függetlenségi és 48-as Párt jelöltjét, Kubik Gyulát.[104] 1913-ban mikor a földreform kérdése először került szóba, Ő volt az első, aki gyakorlatban próbálta megvalósítani az elképzelést, 1600 holdat adva ki parasztbérlőknek, 1-2 holdas telkek formájában. Próbálkozása kudarcba fulladt. A tanácsköztársaság idején Tarnay Gyulával és Bottlik Józseffel együtt letartóztatták és Kassára hurcolták, de rövid idő múlva szabadult.[105] A földreform tényleges megvalósításakor 13 hold földet ajánlott fel.[106] 1922-től, majd 1927-től újra az ónodi kerületben lett az Egységes párt képviselője, miután ellenjelöltje visszalépett,[107] s mint ilyen a képviselőház naplóbíráló, gazdasági, kivándorlási és véderő bizottságának tagja. Az országos politikai élet mellett, szűkebb hazájában, Borsodban is a közélet jeles szereplője volt. 1887-től a vattai, sajóörösi és hejőbábai képviselőtestület, a borsodi közigazgatási bizottság tagja.[108] Az ónodi választói kerületben több iskolát építtetett, illetve állami támogatást eszközölt ki bővítésükre. apjától örökölte lovak iránti érdeklődését. Igazgató választmányi tagja volt az Országos Magyar Gazdasági Egyesület, illetve évtizedeken keresztül alelnöke a Borsod megyei Gazdasági Egyesületnek, mely szerveteken belül főleg a lótenyésztéssel kapcsolatos ügyekben hallatta véleményét. Apjához hasonlóan ő is volt elnöke a borsodi lótenyésztési bizottságnak.[109] Egy 1933-as vadászat közben megsebesítette az egyik 12 éves hajtó fiút, aki a lövés következtében elvesztette szeme világát.[110] 
Felesége jószáshelyi Purgly Janka, Horthy feleségének volt a testvére (Arad 1866/1867 – Budapest, 1954. július. 16.), akivel Aradon kelt egybe, 1887. március 4-én.[111] Házasságukból a következő gyermekek születtek. (Két lányuk fiatalon hunyt el: Sarolta (1888-1892) és Katinka (1889-1892)):
  - István (Sofronya, 1892. június 16 – Volhínia (Wolhynien), 1915. október 23.),[112] Tanulmányait a berlini egyetemen végezte,[113] később Borsod vármegye tiszteletbeli aljegyzője, huszár zászlós a 13. Jász-Kun huszárezredben; az arany és ezüst vitézségi érem tulajdonosa. Az I. világháborúban fejlövés következtében hősi halált halt.[114][115] Az apja megbízásából elkészített[116] és 1937. október 24-én Ónodon felavatott I. világháborús emlékmű oldalán található domborművek egyikén a szobrász a 23 évesen elhunyt fiatalember alakját örökítette meg.[117]
  - Dóra/Fedóra (Hejőbába, 1893. július 16.[118] – Bécs, 1969. december 20.),[119]
első férje: semsei Semsey József császári és királyi kamarás (1883-1967), kitől elvált,
második férje: vitéz kövecsesi Lukács Béla (1892-1958),[120] országgyűlési képviselő (Ónod), Miskolc főispánja 1935–1938 között (apósa már 1930-ban közbenjárt Hortynál, hogy veje legyen a Borsod, Gömör és Kishont közigazgatásilag egyelőre egyesített vármegyék főispánja,[121] akkor végül Borbély-Maczky Emilt nevezték ki.),[122] földművelésügyi államtitkár, tárca nélküli miniszter
- Aladár (Sajóörös, 1863. február ?[123] – Budapest, 1926. október 6.)[124] Borsodvármegye törvényhatósági bizottságának tagja. Feleségével 1914-ben a sajóörösi régi templom helyén egy újat emeltetett. 
Felesége Hanzély Margit (Pest, 1871. március 1. – Alsókéked, 1941. augusztus 9.),[125] A Magyar Vörös Kereszt Egylet örökös tagja,[126] akit Budapesten vett feleségül 1889. július 2-án.
  - Lilla (1890-1965), országgyűlési képviselő
  - Béla (Budapest, 1892. március 25. – Budapest, 1965. február 11.),[127][128] genealógus,[129] a Tisza jobbparti Mezőgazdasági Kamara tiszteletbeli elnöke. Az egységesített csonka vármegyék (Borsod, Gömör, Kishont) törvényhatósági bizottságának tagja[130] (1935-től örökös tagja).[131] 1933-ban meghalt Bottlik József, a mezőkeresztesi választókerület képviselője, s az időközi választás második fordulójában Papp-Szabó Károly nyugalmazott vezérkari ezredest[132] választották meg, Tildy Zoltán ellenében.[133][134] Az eredményeket azonban megtámadták,[135] választási botrányokra hivatkozva (úgy mint megjelent külföldi újságírók kiutasítása, illetve a szavazatok erőszakos kikényszerítése)[136] és közigazgatási bíróság elé vitték az ügyet.[137] A botrány vége az lett, hogy újabb időközi választásokat írtak ki, 1934. január 28-ra, melyen már Melczer is elindult, független kisgazda jelöltként, és ő jutott be a képviselőházba, megelőzve Kun Andrást és Majthényi Ádámot.[138][139] Az 1935-ös választásokon újra indult a mezőkeresztesi mandátumért, független kisgazdaként, azonban Martsekényi Imre építészmérnök, egységespárti jelölttel szemben alulmaradt.[140] Később a független kisgazdapárt vármegyei csoportjának elnöke volt.[141] 1941-ben a mezőgazdaság fejlesztése körül szerzett érdemei elismeréséül a magyar királyi gazdasági főtanácsosi címmel tüntették ki.
Felesége gyülvészi Dadányi Mária (Magyarbél, 1903. november 9. – Budapest, 1988. január 31.), a vármegye egyik legtehetősebb földbirtokosának, Dadányi Sándor (1851-1926), nemesi testőr, huszárőrnagynak és Xivkovich Erzsébetnek leánya volt, akivel Miskolcon kötött házasságot 1923. június 9-én.[142]
    - Erzsébet (Miskolc, 1924. június 5.- Miskolc, 1937. április 23.)
    - Margit (Budapest, 1926. március 11. – Budapest, 2003. július 8.), férje schwanbergi Kruchina Ottó József Miklós Mária
    - Katalin (Budapest, 1927. július 4. – Budapest, 2007. április. 1.)
    - Aladár (Budapest, 1929. július 4. – Budapest, 2007. április 3.), közgazdász, a Máltai Lovagrend lovagja, a Magyar Köztársaság Érdemrend kiskeresztese, neje Reitzenstein Gabriella (elhunyt: Pilisvörösvár, 2014. június 12.[143]
    - Mária (Sajóörös, 1932. október 8. – Csobánka, 1991. szeptember 15.), Madarassy Lajos neje

  - Janka (1893. augusztus 11.[144]-?), Az 1945-ös földreform értelmében vattai birtokából területet javasoltak kisajátításra, egy állami mintagazdaság javára.[145]

## Bárói ág
Az osztrák bárói rangot Melczer Andor/András (1800. november 30. – 1873. szeptember 5.) nyerte 1866. október 4-én.

### Címer
Vágott pajzs; fönt vörös mezőben a vágóvonalból kinövő, szemközt fordult arany páncélos vitéz, fején nyílt sisakkal, eltartott jobbjában hétlevelű arany babérágat, magához szorított baljában vállára támasztott kivont kardot tart; lent fekete mezőben barna hármas hegy középsőjéből két egymástól elhajló, két-két zöld levéllel ellátott vörös rózsaszál nő ki. 
Sisakdísz: kinövő arany griff, két első lábában hétlevelű arany babérágat tart. 
Takaró: arany-vörös, arany-fekete. Pajzstartók: két befelé néző arany griff. Jelmondat vörös szalagon arany betűkkel: FORTIS ET FIDELIS.

### Leszármazás

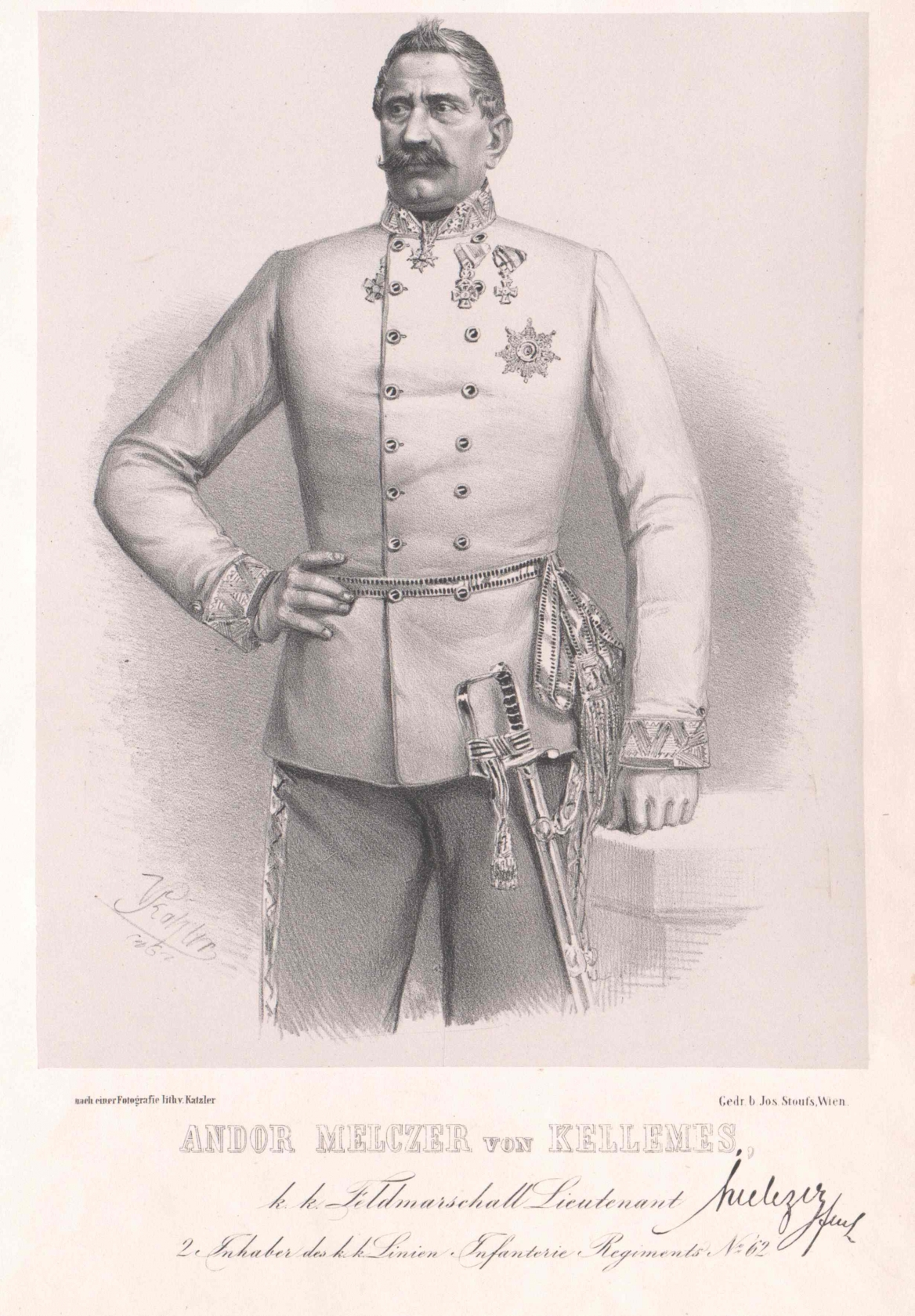
A bárói cím elnyerője, Melczer Andor

Melczer Andrásnak volt egy ikertestvére, Ferenc, aki feltehetően kisgyermekként elhunyt, mert egy családfán sem szerepeltetik.
13 évesen katonai iskolába íratták be. Miután belépett a császári seregbe fokról-fokra emelkedett. 1826-ban a Marosnémeti és nádaskai gróf Gyulay Ignácról nevezett 60. gyalogezred főhadnagya, 1830-ban Capitän-Lieutenant,< 1832-ben ugyanennek a gyalogezrednek (ekkor már a Gustav Wasa nevet viseli) a századosa (Hauptleute). Fiatal századosként a Reichstadti herceg szárnysegédje (Adjuntant) volt és magyar nyelvre oktatta, melyet jól beszélt. 1838 májusában előléptetik őrnaggyá (Major), majd nem sokkal később áthelyezik a 19. (Hessen-Homburg Fülöpről nevezett) gyalogezredhez, 1845 végén nevezik ki ezredessé (Oberst – Regiment Commandant), és ekkor már a Hercegi szász Erneszt-házrend lovagkeresztese (der Herzogen von Sachsen-Ernestinischen Hausorden-Ritter)
Az 1840-es években Fejér és Győr vármegye törvényszéki ülnöke (gerichtstafel-Beysitzer des Stuhlweissenburger und Raaber comitats)
1848 tavaszán az első olasz függetlenségi háborúban (Prima guerra d'indipendenza italiana) a 19. gyalogezred (ekkor már tulajdonosa Karl Philipp zu Schwarzenberg) élén részt vett az olasz felkelők szervezte Lombardi Önkéntes Hadtest visszaszorításában. Áprilisában először a Sclemo, majd a Male települések melletti csatában csapott össze Scotti kapitány felkelőivel, egészen a Tonale-hágóig visszaszorítva őket. Május 22-én Lodronenál csapott össze Durando tábornok seregével, hogy a Peschiera del Garda mellett állomásozó Piemonti csapatok hátába kerüljön, de a heves csata után visszavonulni kényszerült. Ezután a Garda-tó környékén és a Monte Baldo lejtőin tartottak igényt szolgálataira, júniusban pedig részt vett Vicenza ostrománál.
1848. június 30-án, vagy július 4-én nevezték ki Mészáros Lázár mellé hadügyi államtitkárrá, de hivatalát csak az augusztus 10-én foglalta el.
1848. augusztus 12-től Ottinger Ferenc távozása után ideiglenesen Melczer ezredes vette tőle át a horvát határ őrzésére alakult drávai magyar hadsereg parancsnokságát. Rövid irányítása alatt azt az utasítást kapta, hogy küldjön követet Jellasicshoz, hogy a csapatok Dráva mellé felsorakoztatásával mi a célja, valamint szólítsa fel a csapatai visszavonására és ha erre Jellasics nem hajlandó bontassa el a Varasdi hidat, így megakadályozva a közlekedést a két ország között. Felhatalmazást kapott arra is, hogy a bán ellen harcolni nem akarókat helyezze át egy másik csapategységhez, és akár altisztekből is kinevezhessen századosokat. Melczer a parancsot megtagadta, arra hivatkozva, hogy az utasításon sem a király, sem a nádor aláírása nem szerepelt, majd felmentését kérte. Az új parancsnokot augusztus 19-én nevezték ki Teleki Ádám személyében.
1848. szeptember 12-én a nádor előtt lemondott államtitkári megbízatásáról, és még 20-a előtt csapataihoz távozott, Bécsbe. Szeptemberben Lamberg kíséretében található, ezután végig császári oldalon harcolt a forradalom alatt.
1849. április 9-én vezérőrnaggyá (General Major) nevezték ki. 1850. július 25-én Anton Csorich hadügyminiszter helyettesévé, és hadügyminisztériumi osztályvezetővé (Section Chef), aki ekkor már birtokolja az Lipót-rend lovagkeresztjét (Österreichisch-kaiserlicher Leopold-Orden-Ritterkreuz) és a I. osztályú Szent-Szaniszló-rend lovagkeresztjét (Sankt-Stanislaus-Orden-Ritter) 1853-ban otthagyja a minisztériumot és február 10-én kinevezik altábornaggyá (feldmarschalleutnant), előbb a hetedik, majd rövidesen az 5. hadtest parancsnokává (Divisionär 5. Armee-Corps) 1853-ban a parmezani Konstanstin György-rend (Parma'schen Constantin St. Georg-Ordens) tulajdonosa
1856-ban megteszik a marosvásárhelyi 62. Heinrich gyalogezred másodtulajdonosává, melyet haláláig birtokol.
1858 augusztusában kinevezik a 8. hadtest parancsnokává és egészen 1859 áprilisáig az is marad. Szintén ebben az évben teszik meg Milánó katonai és polgári kormányzójává (Ő volt a város utolsó osztrák kormányzója), az I. és II. hadsereg hadbiztosává, illetve Galícia általános parancsnokává (Divisionär beim 5. Armee corps, zum Commandanten des 8. Armee-Corps, dann zum Militar-und Civil Gouverneur zu Mailand späater zum Armee-Ober-Intendanten der I. und II. Armee, endlich zu commandirenden Generale in Galizien, Lemberg), szintén ekkor kapja valóságos belső titkos tanácsosi kinevezését 1859-ben a Szárd–francia–osztrák háború háború során Benedek Lajos vezérkarának tagja.
1861. március 12-én Hauslab helyére nevezik ki Prága város és a prágai vár parancsnokának
1864. november 22-én Ferenc József az I. osztályú Vaskoronarenddel tünteti ki (Orden der Eisernen Krone (Österreich))
1867. január elsejével a császár nyugdíjazta, Ő pedig Abaúj vármegye birtokára (Szinnyei szerint Alsókékedre, lánya, Georgina gyászjelentése szerint Kassára) vonult vissza. 1873-ban két lányával Bécsbe utazott megtekinteni a világkiállítást, de kolerával fertőződött meg és ott hunyt el.
Nyomtatásban megjelent munkái:
1. Der Unterricht des gemeinen Infanteristen in dessen Dienstpflichten, der Behandlung und Kenntniss des Feuergewehrs, dem Tirailliren, Garnisons-, Marsch- und Feldverhaltungen nebst einem Anhage der Grundsätze der Elementar-Bewegungen des Abrichtungs- und Exercier-Reglements. Wien, 1841. (Ujabb kiadása: Der Untericht des Infanterie-Gemeinen in dessen Dienst-Pflichten, der Kenntniss und Behandlung des Feuergewehrs, dem Plänkeln und dem Felddienste. 2. vermehrte und nach den neuen Vorschriften umbearbeitete Auflage. Uo. 1850.)
2. Die Kenntniss des glatten Infanterie-Gewehrs und der Kammer-Büchse. Garnisons- und Wachverhaltungen. Die Casern-, Zimmer- und Zugsordnung. Aus dem Unterricht de Infanterie-Gemeinen. Im Einklang mit den hierüber bestehenden neuen Dienstvorschriften. Uo. 1852. Egy kony. táblával.
3. Verwendung der Adjutanten beim Exercieren in der Brigade. Uo. 1854. Egy rajztáblával.
4. Grundzüge über den Gebrauch der Artillerie im Felde und der Kriegswaffen überhaupt. Mit Rücksicht auf die in der k. k. österr. Artillerie bestehenden neuen Einrichtungen. Für Offiziere zur Selbstbelehrung. Uo. 1857. Három kőnyom. táblával

Felesége adelswerthi Fisher Ludovika volt (1802. augusztus 11.- 1846. június 17.), akit 1828. április. 24-én vett feleségül. Házasságukból a következő gyermekek születtek (egyikőjük sem házasodott és nem voltak leszármazottaik, ezért a bárói ág kihalt):
- Georgina (1833. ápr. 24. – Kassa, 1908. január 26.), a kassai közélet jótékonyságáról híres alakja, nővérével együtt. Részt vett a Kassai Vöröskereszt Egylet megalapításában, melynek 1879-től társelnöke volt. Az ő nevéhez fűződik a kassai a Tíz krajcáros egylet alapítása, melynek célja a szegény iskolás gyermekek felruházása volt, valamint a Jótékony Nőegyletnek alelnöke és az 1885-ben alapított Állatvédő egyesület is elnöke volt.[186] A nővérek kassai háza (Harang utca 9) és kékedi kastélya, melyekben sok műtárgyat gyűjtöttek össze, a vidék kulturális életének találkozó helye volt. Mindkét nővér szívesen támogatta a művészeteket, különösen hangsúlyt fektetve a zenére.[187] Kassa egyik legismertebb emlékműve is magán viseli a nővérek keze nyomát; a Kassai dóm XIX. századvégi felújítása során egy müncheni mesterrel (F. X. Zettler) elkészíttették a szent Andrást és Szent Ludovikát ábrázoló színes üvegfestményes ablakokat, melyen a címerükön kívül a következők szerepelnek: Georgina et Malvina L. B. Melczer de Kellemes ex voto, 1896 (Kellemesi Melczer Georgina és Malvina bárónők, fogadalomból, 1896).[188]
- Malvina (1836. július 12. – Kassa, 1917. március 15),[189] Csordák Lajos, festő (1864 – 1937) tanulmányainak finanszírozója[190]
- Andor (Bécs,[191] 1841. április 13. – Kassa, 1889. február 6.),[192] földbirtokos, a Magyar Nemzetségi Zsebkönyv annyit jegyez meg róla, hogy Kassától nem messze, Alsókékeden lakik.

Mindhárom testvért a kassai Rozália sírkertben helyezték örök nyugalomra. A nővérek sírversét Ábrányi Emil írta.

## Melczer családbeliek

### Pesti kellemesi Melczerek
Borovszky Samu tesz említést Pest-Pilis-Solt-Kiskun vármegye monográfiájának első kötetében a Pest megyei Melczer családról, amely Trencsén vármegyéből származott Pest vármegyébe. A lenti családfán nem elhelyezhető családtagok: Gyula, tüzérfőhadnagy, 1848-ban a branyiszkói ütközetben megsebesült.
Melczer Mihály, tanító Osztrolukán (apja besztercebányán tanító), neje Suska Joahanna/Julianna, gyermekeik:
- Melczer György (Beluja, 1798. február 26.[194] – Rozsnyó, 1872. május 19.), Pozsonyban tanult teológiát. Tanítói pályát Táb helységben kezdte, majd egy év múlva Sajógömörre került, innen Nagyveszverésen folytatta munkáját. 1826-tól a Rozsnyói Evangélikus Iskola kántortanítója egészen haláláig.[195] 1869-ben 50 éves tanítói jubileumára a császártól ezüst érdemkeresztet kapott.[196]
- Melczer Lajos (Osztroluka, 1806. augusztus 31.[197] – Pesten, 1860. május 16.)[198] tanulmányait Selmecbányán kezdte, honnét 1823-ban Rozsnyóra ment a gimnázium 6. osztályába. 1829-ben Pozsonyban elvégezte a teológiát, és az Osztroluczky családhoz szerződött nevelőnek, hol 1832-ig maradt, mikor is a bécsi teológia egyetemre ment, majd újra visszatért az Osztroluczky családhoz. 1835-ben lett a balassagyarmati iskola tanítója, majd 1838-tól a pesti evangélikus gimnáziumban grammatikát tanított haláláig.[199]
Felesége Erhardt Zsuzsanna volt; gyermekeik:
  - József, 1849-ben halt meg egyéves korában, mikor ágyúgolyó csapódott lakásukba[200]
  - Paula
  - Lajos (Pest, 1853. október 10. – Budapest, 1900. augusztus 4.), ügyvéd.[201] Felesége Saxlehner Emília Sarolta (Pest, 1858. március 17. – Budapest, 1933. szeptember 1.), Saxlehner András (1815-1889), nagykereskedő, ásványvízforrás tulajdonos és Pelikán Emília (1835-1924) leánya volt, akivel 1881. június 14-én, Budapesten kötött házasságot. Elváltak, felesége 1893-ban újra férjhez ment, Boytha Józsefhez.[202]
  - Irma (†1929), Ferenczy László neje[203]
- Melczer János (Osztroluka, 1802. június 29.[204] – Ráskoskeresztúr, 1864. január 10.), ráskoskeresztúri lelkész, alesperes.
 Nyolc évig tanult a Selmecbányai gimnáziumban, kiváló eredményei miatt a Roth-Teleki-féle ösztöndíjba nrészesült, majd Pozsonyba ment a hittani szakra. Kitűnő tanulmányi eredményei miatt a Jeszenák-féle alapítványt élvezte, mely teljes ellátással járt. A teológia elvégzése után két évig nevelő volt a szandai Sréter családnál. 1825-ben a bécsi teológiai egyetemen tanult és az intézménybe látogató I. Ferencet az intézet nevében saját latin nyelvű versével köszöntötte. A lelkészi vizsga letétele után a Hont vármegyei Beluja választotta lelkésznek, majd nem sokkal később 1831-ben Rákoskeresztúron folytatta papi hivatását.[205] 1848-ban nagy lelkesedéssel fogadta a forradalom hírét, és a szabadságharc folyamán is kitartott lelkesedése, az isaszegi sebesülteket parókáján látta el. A Függetlenségi Nyilatkozatot a szószékről hirdette és hálát adott az Istennek, "hogy Kossuth Lajossal ajándékozta meg a hazát, és ő általa felvirrasztotta a függetlenség és szabadság reggelét". 1852-ben bíróság elé állították és halálra ítélték. Az ellene felhozott vádak között a következők szerepelte: a Függetlenségi Nyilatkozat kihirdetése, és más felforgató beszédek tartása, mellyel lázadásra, a szabadságharcosok támogatására, fegyveres ellenállásra biztatott, illetve a Márczius Tizenötödikében megjelent cikke (melynek 1848-ban munkatársa volt), melyben a császári sereget szidalmazta. Az ítéletet később hat év várfogságra változtatták, melyből végül kettőt töltött le a Josefstadti börtönben. Szabadulása után csak két évvel, Prónay Albert közbenjárására térhetett vissza rákoskeresztúri parókiájára, hol haláláig volt a település lelkésze. Nem csak szabadsága sínylette meg hazafiasságát; legidősebb fia tüzérként szolgált a honvédségnél és Schwechátnál vesztette életét.[206]
Főleg latin nyelvű munkákat publikált, melyben költemények is fellelhetők. Érdekesebb írása az 1848-ban megjelent a Czáfolat a panszlavismus ügyében, melyben az őt ért vádakat igyekszik tisztázni, illetve, az 1839-ben írt Elégia, melyet báró Prónay Sándor (1760-1839) evangélikus egyházi főfelügyelő halálára írt.
1828-ban lépett házasságra Bartholomeidesz – Eördögh Saroltával (Karolina), Bartholomeidesz Pál, pilis lelkész és főesperes lányával; gyermekeik:
  - Melczer Titusz János Ágoston (Beluja, 1830. június 27.[207] – Pest, 1848. november 1.) mérnöknövendék, a szabadságharc kitörése után honvédtüzér lett. Rákoskeresztúron temették el
  - Melczer Lajos(-) 11 éves korában nagybátyánál, Lajosnál tartózkodott, mikor 1849. május 5-én ágyútalálat érte házukat; a fiú mindkét lábát amputálni kellett. Ez a fiú korábban, az isaszegi csata után vitte a hírt Rákoskeresztúrra, hogy a császári csapatok arra tartanak. Később órásmesterré képezte magát, és Pesten a Zsibárus utcában élt.[208]
 Felesége Macher Irma volt († Budapest, 1883. május 9.).[209]
    - Irén
    - Lajos
    - Elemér

  - Melczer Kálmán (Rákoskeresztúr, 1842. április 30. – Békéscsaba, 1885. február 23.), tanár a békéscsabai úri casino tisztviselője és a „csabai népbank-egyesület" számvizsgáló bizottságának elnöke. Gimnáziumi tanulmányait pesti nagybátyjánál Lajosnál kezdte, majd Szarvason és Selmecbányán folytatta, Pozsonyban a teológiát tanult, majd Pesten lett joghallgató, innen Új-Verbászra került, honnan egyévi tanítói működés után a hallei egyetemen egészítette ki tanulmányait. Végül, 20 éven keresztül volt a békéscsabai algimnáziumhoz tanára.[210] Versírással is próbálkozott, költeményeit a Békés megyei közlönyben jelentek meg. Felesége Bohus Júlia (Elhunyt Budapesten, 1898. július 26-án, 40 évesen)[211] volt, kitől két gyermeke született:[212]
    - Tibor (1879-1936), magyar gépészmérnök, repülőgép szerkesztő, egyetemi tanár. Felesége Kováty Mária, házasodtak, 1904. december 4-én, Budapesten,[213] házasságukat 1913-ban felbontották[214]
    - Jenke/Lenke Melczer (Békéscsaba-Budapest, 1958. szeptember 27.),[215] Legrády Géza felesége, akivel 1904. február 4-én kötött házasságot, Manhattanben[216][217]

  - Melczer Hermina Ludovika (Rákoskeresztúr, 1844. november 17.[218] -?), 1870-ben kelt egybe Alexy János, poltári lelkésszel (Losonc, 1841. május 3. – Rimaszombat, 1915. május 26.), házasságukból öt gyermek született. Férje Rimaszombaton, Késmárkon tanult, majd a Pozsonyi teológiai egyetemen végzett, majd Gömör megyében, Hevessy Barnabásnál lett házi tanító. Először Irsán lett segédlelkész, majd innen került Poltárra. Nevéhez köthető a potlári orgona 1871-es cseréje, és az helyi evangélikus templom felújítása, melynek tornya tetőzetét saját tervei alapján újíttatták meg. Tevékeny szerepvállalásának köszönhető a helybeli második elemi iskola felállítása, 1896-ban, illetve az ipolyszelei iskola felépítése. 1901-ben elhúzódó betegsége miatt nyugdíjazták.[219]
  - Melczer Gyula (Rákoskeresztúr, 1836. április 10. – Acsa, 1902. január 12.), lelkész, alesperes.
Tanulmányait Rákoskeresztúron kezdte, majd Budapesten – nagybátyja Melczer Lajos felügyelete mellett (1847-1848), Aszódon (1848-1849), Selmecbányán (1850-1854), Pozsonyban (1854-1857) folytatta, később Halléi (1857-1859) és Göttingeni (1860-ig) egyetemen tanult és a filozófia doktorává avattatott. Tanulmányai végeztével hosszabb tanulmányutat tett, meglátogatva az utrechti, londoni, párizsi, bázeli és zürichi egyetemeket. Hazatérte után, 1860. november 12-én Székács József püspök pappá szentelte. Papi pályafutását apja mellett kezdte segédlelkészként, majd 1863. március 8-án ünnepélyes keretek között a tápiószelei egyház lelkészévé iktatják.[220] 1867-ben került át az acsai gyülekezethez (miután a apósa, a korábbi lelkész, Elefánt Mihály Pestre távozott),[221] hol haláláig működött. Tehetségének köszönhetően egyre magasabb papi tisztségekkel tüntették ki; a tanügyi bizottság előadója 1864 – 69 között, az acsai kör dékánja 1869 – 1872, majd ismételten tanügyi előadó 1872 – 1877, Pest-Kis-Kun vármegye püspökhatvani választókerületének bizottsági tagja 1871 – 1877. A Pest megyei esperesség 1878-ban aljegyzőjévé és a kerületi törvényszék bírájává nevezik ki, 1881-től pedig már az esperesség főjegyzője. 1889-től két cikluson keresztül az esperesség alesperese, melyről betegsége miatt lemondani kényszerült.[222]
Cikkei saját vagy álnév alatt jelentek meg a Protestáns Egyházi és Iskolai Lapban, a Fővárosi Lapokban (A tápiószelei olvaskókör, 1864/32), az Evangyélikus Protestáns Lapban (1878. Brocken Lajos, ez a lap hozta tőle: "Meinen Jesum lass ich nicht" cikkének magyar fordítását, stb). Egyházi beszédei Margócsy József Protestáns Egyházi Beszédtárában (Kecskemét, 1870) jelentek meg. Néhány alkalmai költeménye a Váczvidéki Lapokban került közlésre.
Egyéb írásai:
1. A mi Urunk Jézus Krisztus kínszenvedésének és halálának szent története. Budapest, 1884
2. Magyar passio – A mi Urunk Jézus Krisztus kinszenvedésének és halálának szent története. I. Virágvasárnapra. II. Nagypéntekre. Az 1773-ban, Pozsonyban kiadott szöveg szerint fordította Uo. 1885 (2. kiadás. Uo. 1897)[223]
Felesége Elefánt Sarolta (†1904. április hó 16) volt, Elefánt Mihály († 1872. szeptember 2.), budapesti esperes és a acsai evangélikus egyház lelkésze,[224] és Juhász Karolina († 1880. május 22)[225] leánya, kivel Tápiószelén házasodott össze, 1866. október 28-án. Gyermekeik:
    - Etelka, férje Igó Elek, ecseri jegyző, házasságukat Acsán kötötték, 1892. július 5-én[226]
    - Gyula (1873-Budapest, 1936. szeptember 5.),[227] kiskőrösi járás főszolgabírája, tüzérszázados, több hadi kitüntetés tulajdonosa, Csengőd Község díszpolgára,[228] a kiskőrösi önkéntes tűzoltók tiszteletbeli parancsnoka, s mint ilyen 25 éves munkájáért díszéremmel jutalmazták, 1933-ban[229]
    - Sarolta/Sára († Rátka, 1926. december 15.), 38 évesen hunyt el, férje Halbáth János lelkész volt.[230]
    - Dezső (Acsa, 1882- Galgagyörk, 1921. november),[231] 1907 szeptemberetől galagörgyki evangélikus lelkész,[232] Felesége pálfalvai Hankus Ida, óvónő volt (†1964), akivel 1914 júliusában házasodott össze[233]
    - Ilona (1875 Acsa † Budapest 1945; Bukovszky Ferencné – 1896 Acsa)
    - Aranka (Szlopovszky Károlyné)
- József (Osztroluka, 1800. április 2. – 1854. november 18.); tízéves korában a selmecbányai líceumban kezdte tanulmányait, 18 éves korában pedig Pozsonyba ment a teológiára. 1825-ben a bécsi protestáns teológiai intézetbe lépett. Lovich Ádám szuperintendens 1827. április 4-én lelkésszé avatta és a zólyomlipcsei egyházközségnél kezdte meg szolgálatát. 1834-ben került a garamszegi gyülekezethez és haláláig ott működött. A szabadságharc alatt kétszeresen szenvedett, a pánszlávoktól, kik őt tanítója feladása folytán üldözőbe vették és bosszújuk elől Gömörbe, majd a Szepességbe menekült; hazatérte után Haynau tartóztatta le el és Pozsonyba vitette, hol Szeberényi szuperintendenssel a vízi kaszárnyában sokáig raboskodott. Szabadulása után hivatalának élt. Művelt pap volt, egyaránt beszélte a német, szlovák, latin, magyar és francia nyelvet, de többnyire szlovák nyelven jelentette meg írásait.
Legmaradandóbb nevet az egyházi énekszerzés terén szerzett magának. Az1840-es évek elején Szeberényi János szuperintendens által kiadott szlovák énekeskönyvben (Zpevnik Evangelicky) negyvennégy eredeti éneke valamint Miatyánk jelent meg. Leginkább a Hronka című szlovák lapnak írt. 1842-ben Besztercebányán jelentette meg Szózat a szláv nyelv érdekében" című védőiratát, melyben tiltakozott a szláv nyelvek felsőbb iskolákból való kizárása, és kiemelte, hogy a szláv nyelveket kívánja támogatni, nem a magyart támadni.[234]
Felesége Schmidt Jeanetta/Janka[235]

### Szepességi Melczerek
Kempelen Béla egy másik Melczer családról is említést tesz; Melczer Márton, felesége Mauks Éva és gyermekeivel (Márton, Lukács, Zsuzsanna), 1670. október 8-án nyertek nemesi rangot, címeres levelüket 1671. január 29-én hirdették ki Szepes vármegyében. Ez a család evangélikus.
Címerük: kék pajzsban zöld földön zerge; sisakdisz: növekvőleg a zerge; takarók: kék-arany, vörös-ezüst. Nevük előfordul Meltzer alakban is.
Ezen a családfán szerepel Melczer Jakab (1790. szeptember 10. – Igló, 1867. november 17.), 16 szepesi város önálló törvényhatóságának ügyésze, államügyész. Felesége Shertl Kornélia (Igló, 1815 k. – Tolcsva, 1887).Gyermekeik:
- József Lajos Zsigmond (Igló, 1850. április 13. – Budapest, 1884. szeptember 4.), ügyvéd[238]
- Anna Zsófia Stefánia (1844/1845-?) Buchwald Reinhárd felesége, a Sárospataki tanítóképző intézet számára adományozott 286 kötetet, azzal a kikötéssel, hogy a gyűjtemény apja nevét ja nevét kell viselje.[239]
- Sarolta (Karolina Rozália) (1846-?), Trost/Trotz Rudolf felesége
- Tekla Mária Lívia (1848-1929. november 29.), Pfeffer Ignác (1821-1892),[240] ügyvéd, a Diana fürdő tulajdonosának felesége[241]

Fent említett Jakab, testvére Sámuel volt (1802 – 1867), ügyvéd, felesége Polyák Júlia (1810-1887), gyermekeik:
- Ágost / Ágoston (1831-1915), a Felsőmagyarországi bányapolgárság pénztárának ellenőre.[244] Felesége, Mária az iglói Szontagh családból származott (1846-1910), édesapja Szontagh Ede, az Az Iglói Főgimnázium felügyelője (†1882)[245] édesanyja, Thomann Emília (†1889) volt,[246][246] testvére, Kálmán a Magentai ütközetben vesztette életét. A Melczer házaspár az iglói temetőben nyugszik
  - Miklós Samu Ede Kálmán (Igló, 1878-1917), tartalékos főhadnagy
- Otília (1834-1903),[247] Loisch Ede, budapesti ügyvéd neje[248]
- Angéla (1837-?), várfalvai Stingl János felesége
- Gyula (1844 – Eperjes, 1908. február 1.)[249] az eperjesi vasútállomás főnöke.[250] Felesége Haitsch (Hajtsch) Gizella, gyermekeik:
  - Aladár (1876-?)
  - Elek (1883-?)
  - László (1885-?)

## Kastélyok
- Kéked
- Sajóörös – A kastély 1957-ben bontották le.[251]
 Szintén a település ad helyet a Melczer sírboltnak is, melyet Melczer János emeltetett 1865-ben, bár a gyászjelentések már az 1823-ban elhunyt Melczer Lászlóval és az 1837-ben elhalálozott Melczer Flóriánnal kapcsolatban is megjegyzik, hogy a sajóörösi kriptában helyezik örök nyugalomra.
- Ónod – Barokk stílusú kastély melyet a XVIII. században építtetett Török József, több tulajdonos váltás után, 1912-ben került Melczer László birtokába.[252]